# Heitor Canalli
Heitor Canalli (ur. 12 marca 1907 w Juiz de Fora  – zm. 21 lipca 1990 w Petrópolis) – piłkarz brazylijski grający na pozycji ofensywnego pomocnika.
Heitor Canalli karierę piłkarską rozpoczął w 1927 roku w klubie Petropolitano Rio de Janeiro, w którym grał do 1929 roku. W 1929 przeszedł do Botafogo FR, w którym grał do 1933 roku. Z Botafogo trzykrotnie zdobył mistrzostwo Stanu Rio de Janeiro – Campeonato Carioca w 1930, 1932, 1933. Po odejściu z Botafogo grał krótko w CR Flamengo, po czym wyjechał do Włoch, gdzie grał w Torino FC (1934–1935). Po powrocie do Brazylii ponownie grał przez 5 lat Botafogo, z którym zdobył mistrzostwo Stanu Rio de Janeiro – Campeonato Carioca w 1935. Ostatnim klubem w karierze Heitora Canalli'ego był Canto do Rio, w którym grał w 1941 roku.
4 grudnia 1932 w Montevideo Heitor Canalli zadebiutował w reprezentacji Brazylii, meczu przeciwko reprezentacji Urugwaju. Stawką tego meczu był Puchar Rio Branco, a canarinhos wygrali 2-1. W 1934 Heitor Canalli pojechał z reprezentacją Brazylii do Włoch na mistrzostwa świata zagrał w jedynym, przegranym meczu przeciwko Hiszapnią. Ostatnim meczem międzypaństwowym Heitora Canalli'ego w reprezentacji był mecz przeciwko Portugalii 12 lipca 1934 rozegrany w Lizbonie. Łącznie w latach 1932–1934 rozegrał w barwach canarinhos 5 spotkań (15 jeśli zaliczymy mecze przeciwko drużynom klubowym, bądź też regionom).